# Friedrich Frey-Herosé
Friedrich Frey-Herosé (Lindau, 12 ottobre 1801 – Berna, 22 settembre 1873) è stato un politico e ufficiale svizzero. È considerato uno dei padri del moderno Stato federale svizzero.

## Biografia

### Studi e inizio della carriera

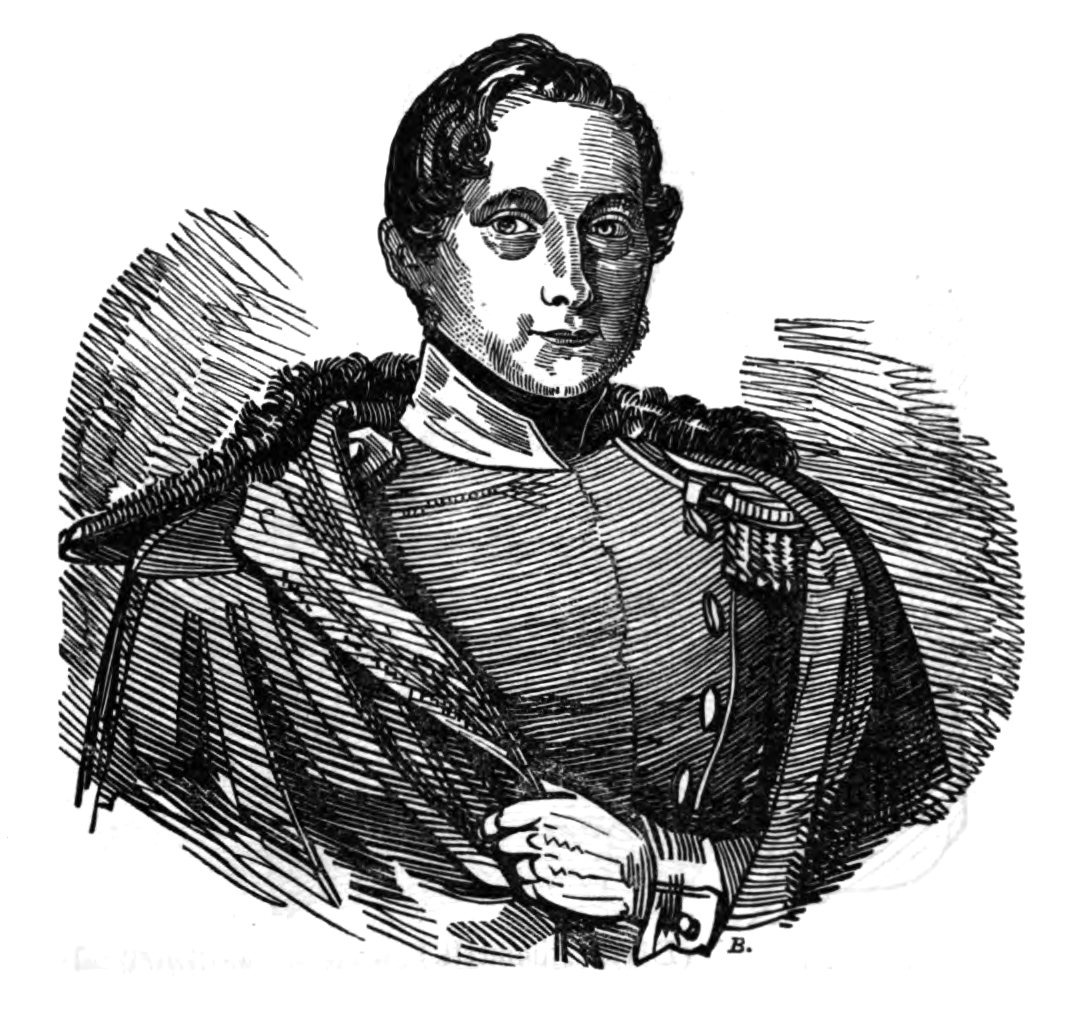
Illustrazione di Friedrich Frey-Herosé come capo di stato maggiore dell'esercito durante la guerra del Sonderbund, 1848

Figlio di Daniel Frey e di Anna Elisabeth Sulzer, e fratello del colonnello August Frey. Studiò chimica a Parigi, dove fu attivo durante i moti della Rivoluzione di luglio del 1830. Tornato ad Aarau, entrò nella ditta chimica del padre, facendo allo stesso tempo una brillante carriera politica e militare. Nel 1834 venne eletto nel Gran Consiglio e nel 1837 nel Piccolo Consiglio del Canton Argovia dove nel 1839, 1842 e 1845 ricoprì la carica di Landamano.
Nel 1841 divenne comandante in capo delle truppe del suo cantone. In tale ruolo vinse la resistenza armata del Freiamt e si occupò anche della soppressione dei conventi di Muri, Wettingen e Fahr, quest'ultima successivamente revocata. Fu capo di stato maggiore dell'esercito svizzero sotto Guillaume-Henri Dufour durante la guerra del Sonderbund.

### Attività politica

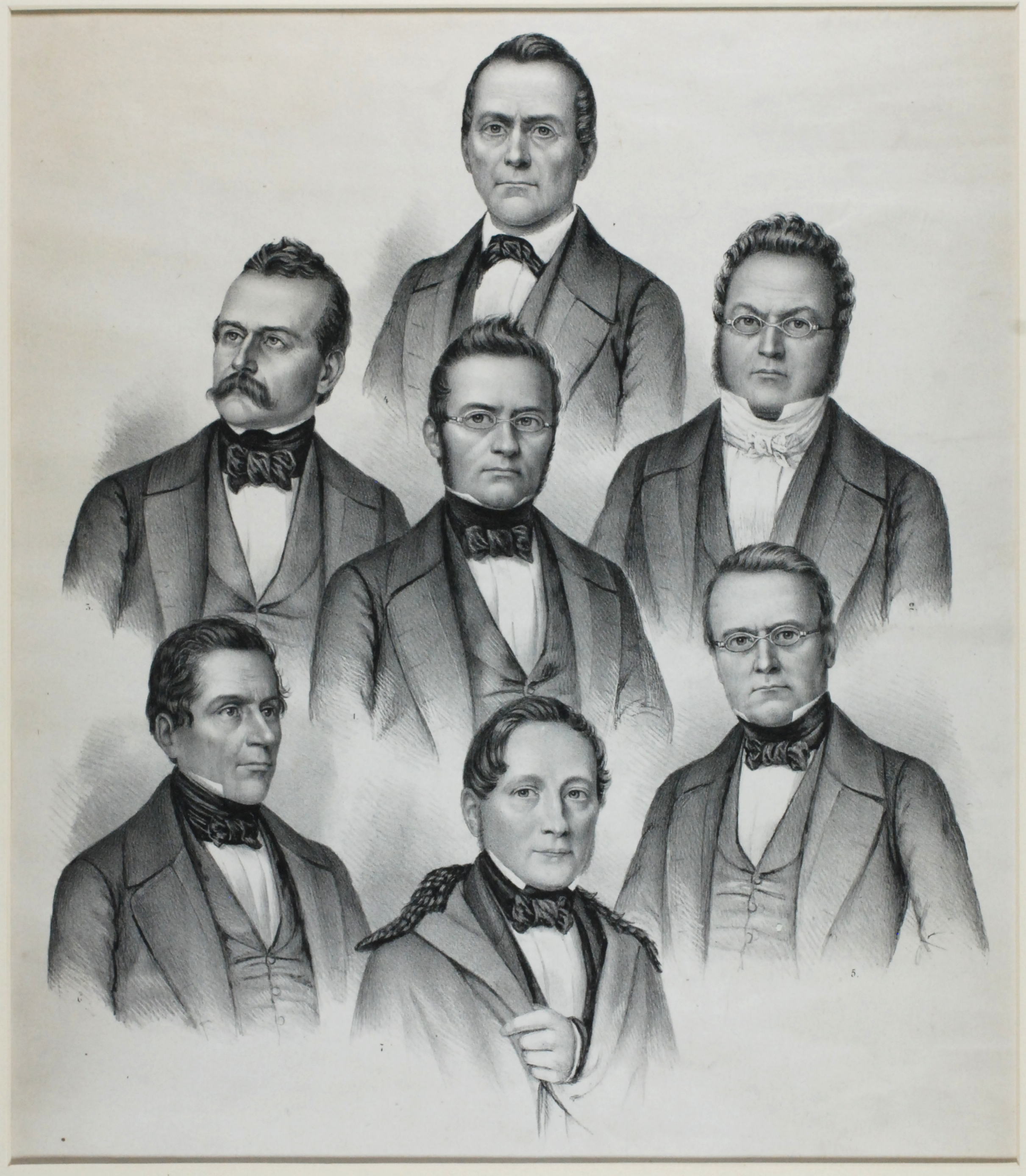
Illustrazione di Friedrich Frey-Herosé (in basso al centro) assieme agli altri Consiglieri federali del 1848

Nel 1848 venne eletto al Consiglio nazionale e poco dopo, il 16 novembre del 1848, venne eletto al secondo scrutinio tra i primi sette Consiglieri federali, contribuendo in tale veste a stilare il primo regolamento interno del Consiglio federale. Nei primi anni diresse il dipartimento del commercio e delle dogane: in tale ruolo partecipò all'elaborazione della prima legge federale sulle dogane, entrata in vigore nel 1850, e stipulò trattati commerciali con il regno di Sardegna, il Baden e la Baviera.
Nel 1854 divenne presidente della Confederazione, assumendo la guida del Dipartimento politico. In questo ruolo ottenne la revoca parziale del blocco che l'Austria imponeva al Canton Ticino, che allora aveva fama di focolare rivoluzionario. Nel 1854 subentrò a Ulrich Ochsenbein, non rieletto, a capo del dipartimento militare. All'inizio del 1856 chiese l'esonero dall'incarico per assumere come nel 1847 il comando dello stato maggiore dell'esercito, per affrontare la difesa del canton Neuchâtel dalle mire prussiane durante il cosiddetto affare di Neuchâtel. Negli anni successivi non riuscì tuttavia a portare a termine una riforma degli Stati maggiori federali, poiché le Camere desideravano una soluzione più radicale.
Fu di nuovo Presidente della confederazione nel 1860, e in quella veste fu fortemente criticato dopo che le sue idee in merito all'obiezione svizzera contro la cessione dell'Alta Savoia alla Francia da parte del Regno di Sardegna, espresse in conversazioni private, vennero rese pubbliche. Egli riteneva che, benché sostenibile dal profilo giuridico, questa opzione non fosse realistica in una prospettiva politica. Queste sue idee gli procurarono l'ostilità degli ambienti radicali bernesi e ginevrini che si tramutarono in un sempre minor numero di voti in sede di riconferma della carica. Questo lo indusse nel 1866 a rinunciare alla carica nonostante i risultati raggiunti a capo del Dipartimento del commercio e delle dogane. Nel 1872 rinunciò anche al mandato di Consigliere nazionale, morendo l'anno successivo.

### Vita privata
Nel 1824 sposò Henriette Auguste Herosé, da cui divorziò nel 1849 per sposare, nello stesso anno, Emilie Langel. Ebbe sei figli.|Massone, era membro della Loggia Zur Brudertreue di Aarau, appartenente alla Gran Loggia Svizzera Alpina.

## Eredità politica
La politica Friedrich Frey-Herosé non fu mai accolta con entusiasmo sia dagli ambienti conservatori che da quelli radicali, ma la sua visione globale dei problemi e il suo realismo vengono ancora oggi riconosciuti come una eredità per la Confederazione. A riprova della sua apertura mentale viene menzionato il fatto che in età avanzata intraprese lo studio della lingua giapponese.